# Гриффитс, Джоэл
Джоэл Гриффитс (англ. Joel Griffiths; 21 августа 1979, Сидней, Австралия) — австралийский футболист, полузащитник, также выступал на позиции нападающего. Главный тренер клуба «Ньюкасл Олимпик».

## Карьера

### Клубная карьера
Начинал карьеру в командах «Сидней Юнайтед», «Ньюкасл Юнайтед Джетс» и «Парраматта Пауэр» в расформированной к настоящему моменту Национальной футбольной лиге Австралии и Новой Зеландии (англ. National Soccer League). Также провел некоторое время в Англии, где находился в расположении «Лидс Юнайтед» и даже успел дважды за неё выступить.
В январе 2012 года отказался продлевать контракт с «Бэйцзин Гоань» и в качестве свободного агента перешёл в стан извечных соперников - «Шанхай Шэньхуа». Контракт игрока заканчивался в конце 2012 года и он решил его не продлевать, а вернуться в Австралию, где присоединился к «Сиднею», за который дебютировал 14 января 2013.

### Международная карьера
Представлял сборную Австралии на молодёжном чемпионате мира 1999 года, который проходил в Нигерии. Дебютный матч за первую сборную состоялся 9 октября 2005 года в игре против команды Ямайки, а забив гол он праздновал его, прыгая как кенгуру. Это был один из последних матчей австралийской сборной перед квалификационным раундом к Кубку мира против Уругвая.
В январе 2008 года он попал в число 22-х футболистов, которые в тренировочном лагере в Сиднее готовились к матчам квалификации, однако в матче против Катара на поле не вышел из-за повреждения.
В мае 2010 года игрока не включили в состав на Чемпионат мира по футболу 2010, что сам Гриффитс прокомментировал следующим образом: 

Не было телефонного звонка, никто ничего не присылал. Может быть он (тренер) придёт и посмотрит игру? ... Он предпринимает что-то, чтобы посмотреть игры третьего дивизиона в Англии или Италии, где австралийские игроки иногда находятся не только в запасе.
Особенно меня взбесило его фраза о том, что у нас есть нападающие лучше, чем Джоэл Гриффитс...какого *** он вообще знает? Он не видел моих игр в течение двух сезонов, а когда последний раз смотрел - я был обладателем «золотой бутсы» и MVP Чемпионата Австралии.

## Личная жизнь
Его брат-близнец Адам и младший брат Райан — также профессиональные футболисты.
В декабре 2007 года женился на подруге детства, Бьянке Йенсен. 29 апреля 2009 года у пары родилась дочь, Джизель Янсон Гриффитс.

## Достижения
Индивидуальные
 Австралия:
- Золотая бутса А-Лиги: 2007/08 (12 голов)
- Медаль Джонни Уоррена: 2008
- Игрок года Ньюкасл Юнайтед Джетс: 2007/08

Клубные
 Австралия:
Ньюкасл Юнайтед Джетс:
- Чемпион Австралии: 2007/08

 Китай:
Бэйцзин Гоань:
- Чемпион Китая: 2009